# Michael Scholl

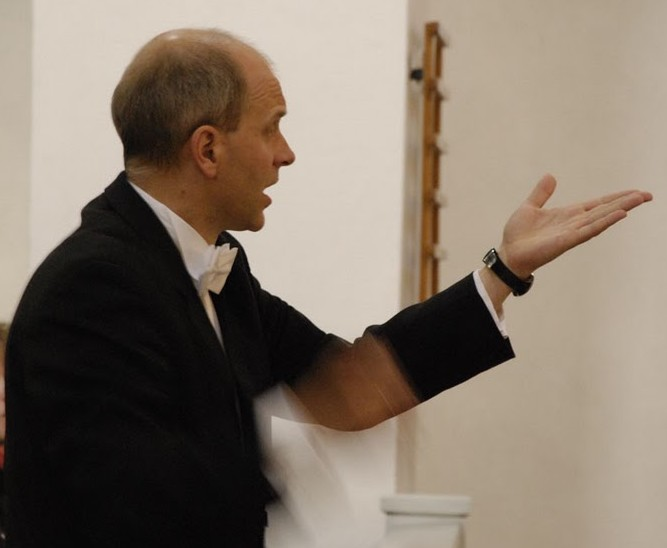
Kantor Michael Scholl (2009)

Michael Scholl (* 1964 in Magdeburg) ist ein deutscher Kirchenmusiker,  Kantor und Chorleiter.

## Leben
Zunächst absolvierte Scholl in Magdeburg einen C-Kurs als nebenberuflicher Kirchenmusiker, bevor er in Halle an der Saale studierte. Seit 1989 ist er in Biederitz und Magdeburg als Kirchenmusiker angestellt. Er gründete 1989 die Biederitzer Kantorei und 1991 den Kammerchor der Biederitzer Kantorei. 1990 initiierte Scholl den Biederitzer Musiksommer, eine Konzertreihe mit überregionaler Ausstrahlung.

## Musikalische Aktivitäten

### Chorleitung
Michael Scholl leitet folgende Chöre (Stand 2017):
- Chor der Biederitzer Kantorei
- Kammerchor der Biederitzer Kantorei
- Kinderchor der Biederitzer Kantorei
- St.-Augustinus-Chor Magdeburg-Cracau
- Kinderchor und Gemeindechor des Kirchspiels Magdeburg-Nord (St. Nicolai)
- Kinderchor der St.-Mechthild-Schule Magdeburg

Seit 2015 bekleidet er das Amt des Kreiskantors des Kirchenkreises Magdeburg.

### Barockmusik
Ein Schwerpunkt seiner Arbeit liegt auf der Pflege barocker Kirchenmusik, hierbei insbesondere auf den Werken Georg Philipp Telemanns. Feste Tradition ist die Eröffnung des Biederitzer Musiksommers mit der Aufführung einer Telemann-Passion unter seiner Leitung. Dies findet beim Internationalen Telemann-Wettbewerb und den Magdeburger Telemann-Festtagen statt (im Kloster Unser Lieben Frauen).
In Zusammenarbeit mit dem Telemann-Zentrum Magdeburg und dem Telemann-Forscher Kantor Hans Peter Glimpf wurden unter der Leitung Scholls in Vergessenheit geratene Werke zum ersten Mal in unserer Zeit wieder aufgeführt. Einige davon wurden unter Beteiligung der Biederitzer Kantorei, renommierter Gesangssolisten und Instrumentalisten erstmals auf CD festgehalten.
Scholl etablierte ebenfalls die Musikreihe „Barockkantaten entlang der Straße der Romanik“, in der vor allem Telemann-Kantaten aufgeführt wurden.

### Zeitgenössische Musik

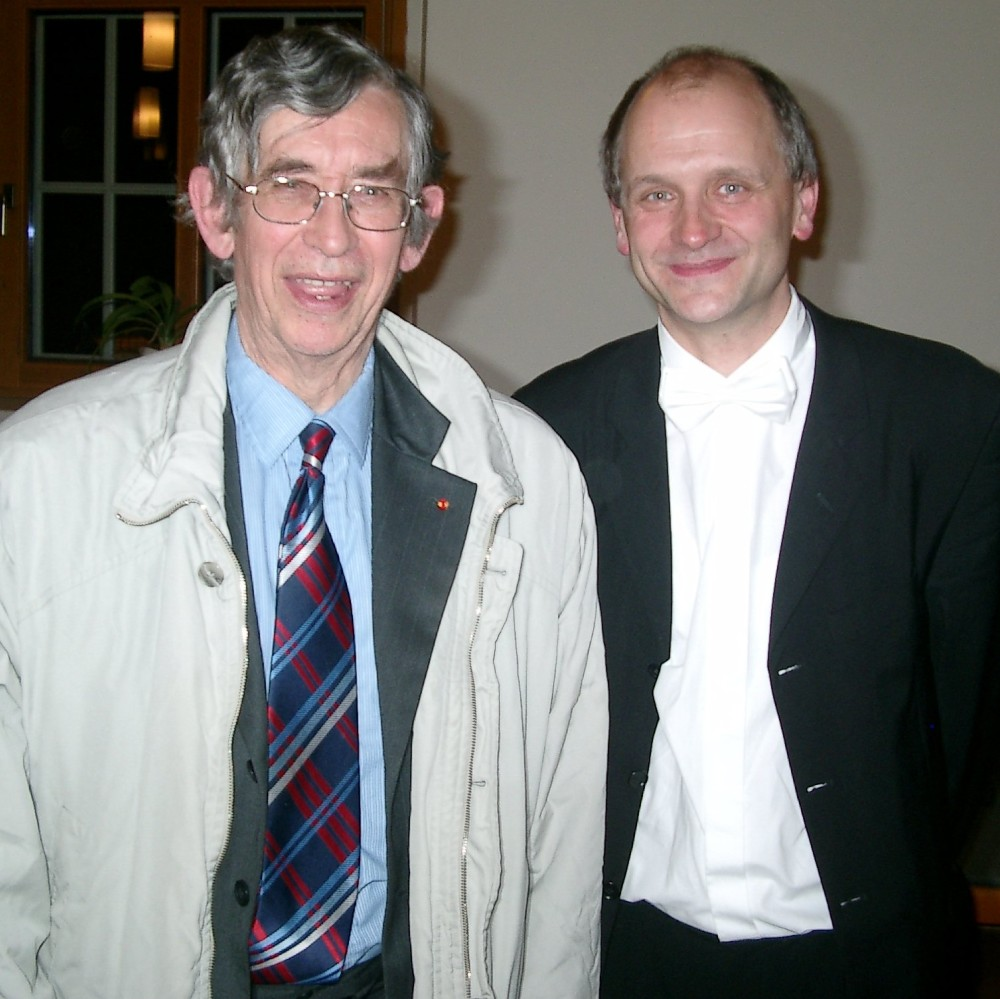
Colin Mawby und Michael Scholl bei der deutschen Erstaufführung seines Fun Gloria und Christus vincit durch die Biederitzer Kantorei (2007)

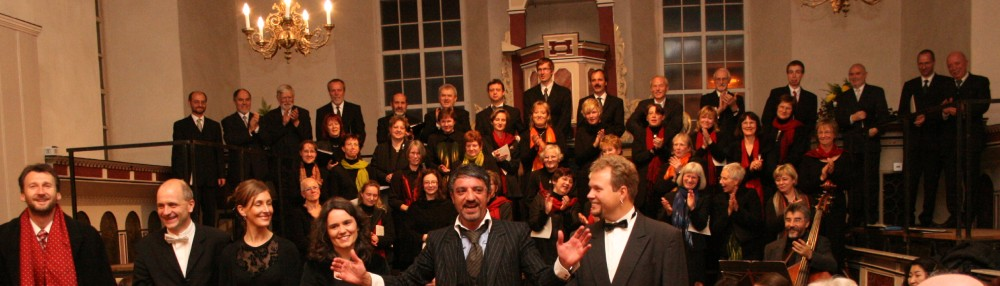
Deutsche Erstaufführung von Werken M. Sebastianellis in Biederitz
M. Vieweg, M. Scholl, B. Reim, C. Lichtenberg, M. Sebastianelli, M. Zabanoff (v. l. n. r.), das telemann-consort-magdeburg und die Biederitzer Kantorei (2008)

Scholls Interesse gilt ebenfalls der zeitgenössischen Musik. 2007 und 2009 dirigierte er Werke von Sir Colin Mawby in deutscher Erstaufführung. Der Komponist war aus diesem Anlass in Biederitz und Magdeburg anwesend. 2008 brachte Scholl Kompositionen von Maurizio Sebastianelli aus Palestrina zur deutschen Erstaufführung. Im Frühjahr 2010 leitete er die Aufführung einer Johannespassion des Chordirektors des Theaters Magdeburg Martin Wagner. Im Oktober 2010 leitete er die Uraufführung von einer Missa solemnis von Colin Mawby. Mawby hat dieses Werk Michael Scholl und der Biederitzer Kantorei gewidmet.
Zur Gründung der katholischen Pfarrgemeinde St. Augustinus im November 2010 wurde unter seiner Leitung eine Augustinus-Motette, ebenfalls eine Komposition des Magdeburger Chordirektors Martin Wagner, in der St. Petrikirche Magdeburg uraufgeführt.

### Kinder- und Jugendarbeit
Besondere Aktivitäten setzt Michael Scholl auch daran, Jugendliche an die Musik heranzuführen. Er entwickelte ein bildungsbezogenes Projekt, das regelmäßig die Biederitzer Kantorei mit Schülern des Domgymnasiums Magdeburg und des Magdeburger Norbertusgymnasius zusammenführt. Weiterhin rief er 2009 ein Projekt zum Händeloratorium Messias unter dem Titel Messias für Kinder ins Leben. Diese Art der Kinder- und Jugendarbeit wurde 2010 mit der Uraufführung von Colin Mawbys Missa solemnis fortgesetzt, die speziell als Orchestermesse für Kinder erklang. Mit dem Kinderchor der Mechthildschule Magdeburg und der Biederitzer Kinderkantorei führt er jährlich zum Biederitzer Ehlefest ein Kindermusical auf, wie zum Beispiel von Johannes Matthias Michel das Stück Fikus Gummibaum und Susi Himmelreich (2008).

## Ehrungen
2008 wurde Michael Scholl für seine Verdienste um die Musik Telemanns und seine intensive Arbeit mit dem Telemann-Pokal des Arbeitskreises Georg Philipp Telemann Magdeburg e.V. geehrt.
2009 wurde ihm der Titel Ausländerfreundlichster Kantor Deutschlands verliehen. Damit ehrte die Hoffnungsgemeinde Magdeburg Michael Scholl für die seit mehreren Jahren unter seiner Regie stattfindenden Benefizkonzerte für ein ausländerfreundliches Magdeburg.
2010 wurde Michael Scholl für seine ehrenamtliche Arbeit als künstlerischer Leiter des Konzertvereins der Hoffnungskirche Magdeburg durch den Oberbürgermeister der Stadt Magdeburg Lutz Trümper geehrt.
2016 wurde er zum Kirchenmusikdirektor ernannt.